# Adventure Island: The Beginning
Adventure Island: The Beginning, i Japan känt som Takahashi Meijin no Bōken Jima Wii (高橋名人の冒険島Wii lit. "Mästare Takahashis äventyrsö Wii?), är ett plattformsspel utgivet till Wiiware. Det utvecklades av Hudson Soft, och ingår i Adventure Island-serien.

### Fotnoter
1. ↑  ”Pop-Powered Adventures Bubble Up through the Clay” (på engelska). Nintendo of America. 25 maj 2009. http://www.nintendo.com/whatsnew/detail/cNvEoQ-YDZpGumnH12q5M3DoMBE9DCL1. Läst 18 maj 2015.